# Colt Python
Le Colt Python est un révolver à platine double action, chambré pour la munition .357 Magnum. Il est fabriqué par la manufacture d'armes américaine Colt's Manufacturing Company.

## Présentation
Le Colt Python a été présenté par la compagnie de Colt (États-Unis) en 1955. Il était disponible dans différentes longueurs de canon, appropriées à la défense personnelle (2,5 et 4 pouces), aux services de police et de sécurité (4 et 6 pouces), à la chasse et au tir sportif (de 6, 8 et 10 pouces selon les variantes).[réf. souhaitée]
La finition du Colt Python est luxueuse et son mécanisme, bien que critiqué parfois par certains spécialistes, est particulièrement soigné.

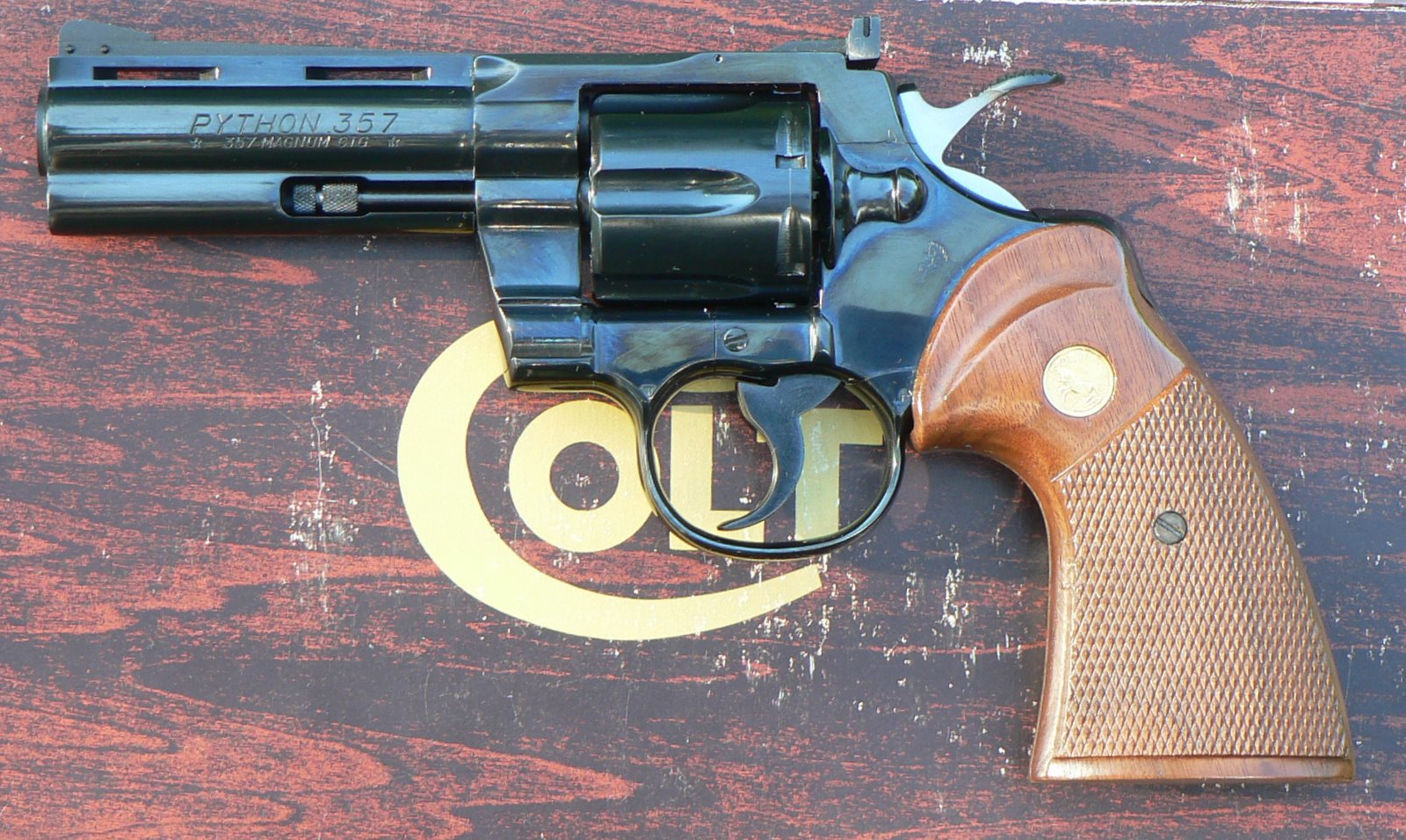
Colt Python, ici avec un canon de 4 pouces et une finition « Royal Blue ».
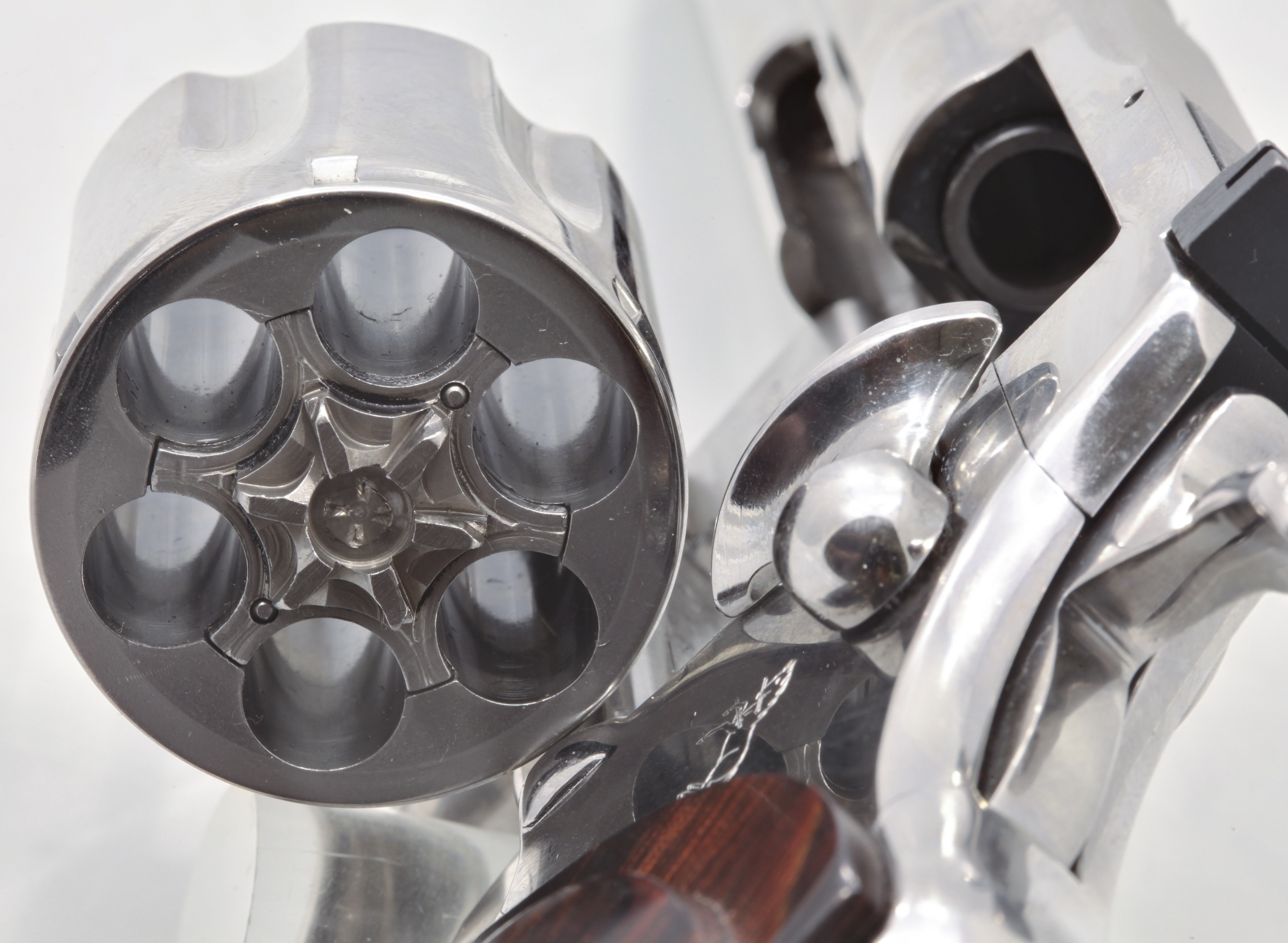
Barillet ouvert d'un Colt Python.

## Utilisateurs
Cette arme, coûteuse, fut néanmoins en service parmi les personnels du Colorado State Patrol (en) avec canon de 10 cm (remplacés ensuite par des .40 S&W), Georgia State Patrol (en) et Florida Highway Patrol (en).[réf. souhaitée]
Elle fut aussi utilisée par l'assassin de la journaliste Veronica Guerin.[réf. nécessaire]
Le Colt Python fut utilisé par certains militaires américains lors de la guerre du Vietnam comme arme personnelle. Ce fut le cas de certains opérateurs des forces spéciales détachées auprès du MACV-SOG. Une poignée de Marines chargés de la protection rapprochée de l'ambassadeur américain à Saigon, la Personal Protective Security Unit, portaient comme arme de service le Colt Python. Les armes des Marines gardant l'ambassade étaient la propriété du Département d'État, et non du département de la Défense, ce qui expliquait ce choix du Colt Python. Lors de la chute de Saigon, les gardes du corps de l'ambassadeur Graham Martin durent se débarrasser de leurs Colt Python en les jetant à la mer, lorsque leur hélicoptère atterrit sur le navire de guerre USS Blue Ridge.

## Critiques
L'historien officiel de Colt, R.L. Wilson, a décrit le Colt Python comme « la Rolls-Royce des revolvers Colt » et l'historien des armes à feu Ian V. Hogg (en) l'a qualifié de « meilleur revolver du monde ».
Cependant, le revolver n'est pas sans détracteurs. Un des inconvénients pointés par ce revolver est sa perte de précision lors des tirs intensifs continus. Il s’agit d’une condition dans laquelle le barillet du revolver ne tourne pas dans un alignement exact avec le cône de forçage ; un tireur peut donc être aspergé d’agent propulsif brûlant lors du tir, ou le revolver peut ne pas se déclencher lorsqu’il est utilisé en double action. Lorsque cela se produit, le mécanisme doit être resynchronisé.
L'auteur Martin Dougherty souligne également le poids du Python, car il est assez lourd pour une arme de poing de son calibre, allant de 2,4 lbs (1,1 kg) à 2,6 lbs (1,2 kg). Cela rend le Python comparable au premier Smith & Wesson en .357, le M27 qui pèse 2,6 lbs (42 onces). Les deux revolvers sont plus légers de 6 à 9 onces que le plus puissant M29 en .44 Magnum de Smith & Wesson, qui pèse 3,0 lb dans une configuration de canon de 6½ pouces (1,36 kg).

## Galerie

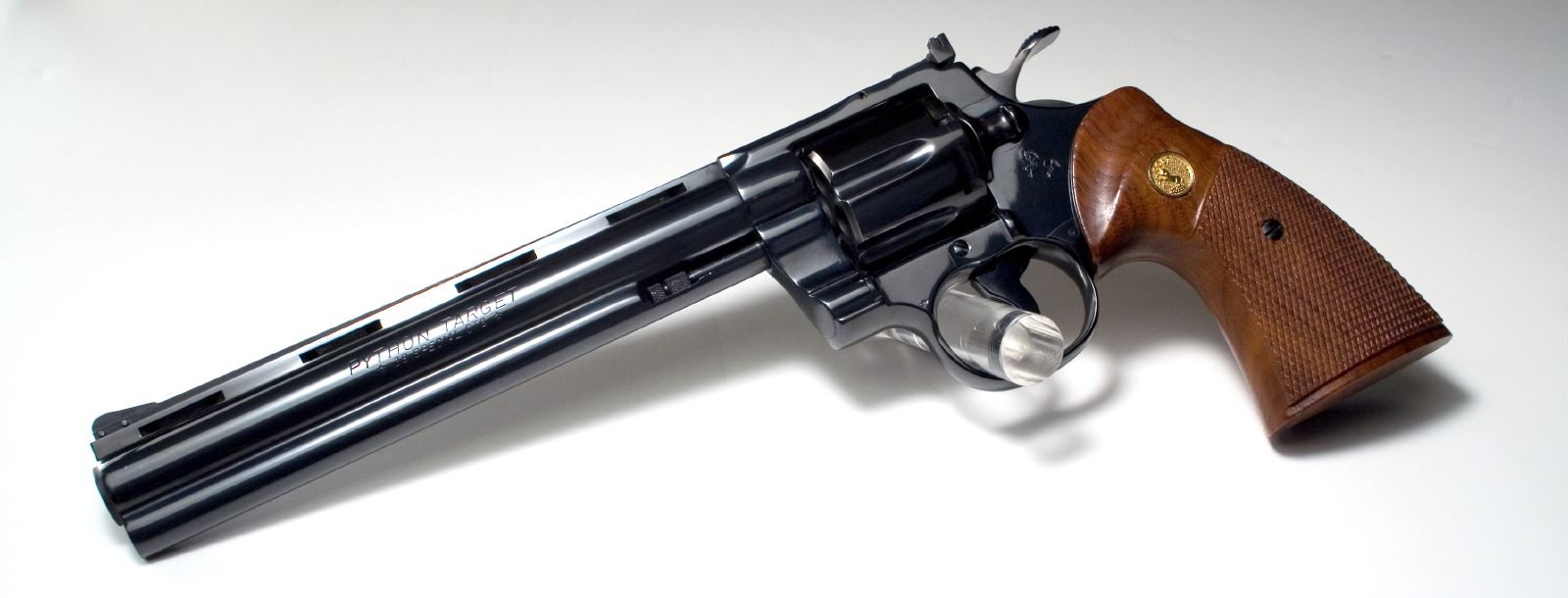
Colt Python Target, canon de 8 pouces en .38 Special.
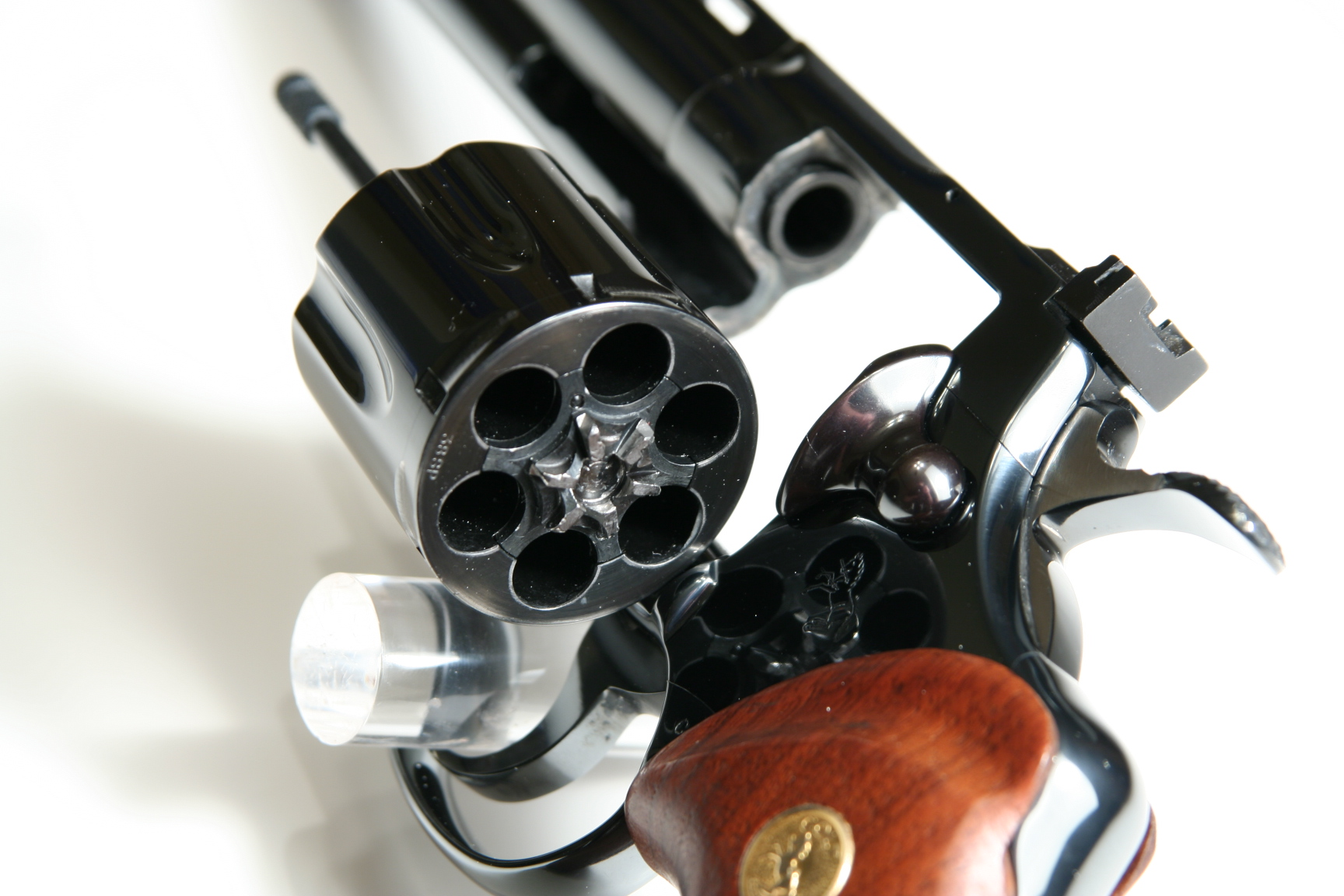
Barillet du Colt Python.
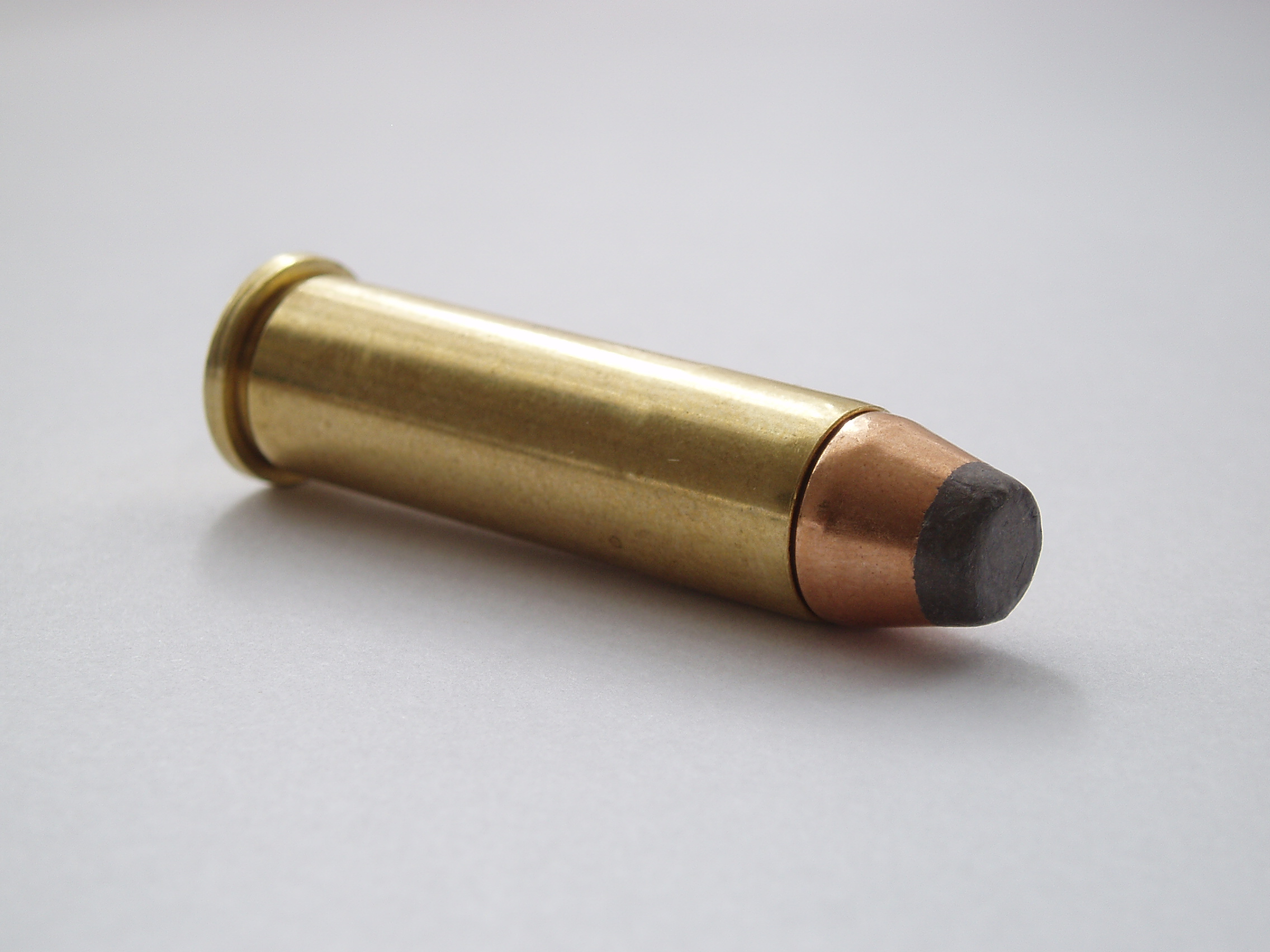
Cartouche du Colt Python, la .357 Magnum (ici en version soft point).
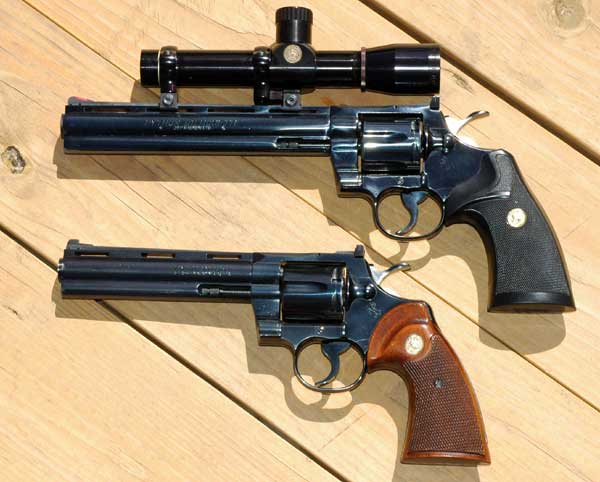
Colt Python Hunter (en haut avec canon de 8") et Target (en bas avec canon de 6").

## Dans la culture populaire

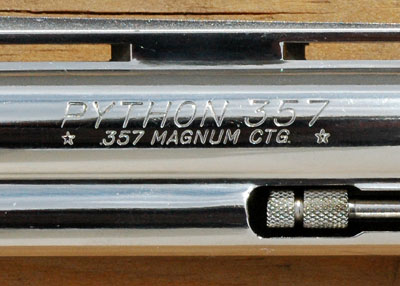
Inscription « Python 357 », marquée sur le canon de l'arme.

### Littérature
- Un Colt Python fut notamment offert à l'auteur britannique Ian Fleming[b].
- Il arme aussi le détective privé Joe Pike, créé par le romancier Robert Crais.
- Cette arme est, avec le Colt Lawman, un des revolvers du héros du roman Le Survivant de Jerry Ahern (en) (1981-1993).

### Cinéma
La bande ventilée du canon lourd du Colt Python a rendu sa silhouette célèbre. Cette arme est notamment au centre du film Police Python 357 (1976) d'Alain Corneau, mettant en vedette Yves Montand.
C'est également l'arme de poing du Commandant Josselin Beaumont (Jean-Paul Belmondo) dans Le Professionnel (1981) de Georges Lautner, celle du policier interprété par David Soul dans Magnum Force (1973) de Ted Post et des tueurs de l'émission de télévision dans Le Prix du danger (1983) d'Yves Boisset.

### Télévision
Le Colt Python est l'arme personnelle du personnage de dessin animé Ryô Saeba (série City Hunter / Nicky Larson), du lieutenant Ken Hutchinson (série Starsky et Hutch) et du personnage de manga Cobra. Le capitaine Cherif de la P.J. lyonnaise utilise un Colt 357 inox en 4 pouces et Rick Grimes (Andrew Lincoln) de la série The Walking Dead, un canon de 6 pouces.

### Bande dessinée
- Dans la BD Soda, le lieutenant du David Solomon du NYPD a pour arme de service un Colt Python à canon long (15 cm).

### Jeux vidéo
Le Colt Python est également présent dans les jeux vidéo suivants.
- Call of Duty: Black Ops
- Call of Duty: World at War
- Grand Theft Auto: Vice City et Vice City Stories
- série Half-Life
- Jagged Alliance: Back in Action
- Killer 7
- Payday 2
- Resident Evil et Resident Evil: Revelations 2
- Rust
- The Walking Dead: Our World (jeu sur téléphone mobile)
- The Walking Dead: Saints & Sinners (en)

## Imitations à blanc
La popularité du Colt Python a amené des fabricants allemands et italiens à produire des répliques tirant des balles à blanc (voire de la grenaille avant 1995, pour le marché français). Ces armes sont souvent utilisés dans des films noirs ou des séries télévisées françaises ou européennes, voire américaines. Parmi celles-ci, les répliques « Reck/Umarex Python » et « Bruni Magnum » sont les plus diffusées.
Ainsi, le Bruni Magnum arme Ben (incarné par Benoît Poelvoorde) dans le film C'est arrivé près de chez vous et Lisa Dardenne (Olivia Brunaux) dans l'épisode « Concurrences déloyales » de la série télévisée Nestor Burma.